# Umm Dabaghiya
Umm Dabaghiya (àrab: أم الدباغية, Umm ad-Dabāḡiyya) és un jaciment arqueològic de l'Iraq que dona nom a una cultura neolítica que fou la primera cultura ceràmica de Mesopotàmia, al sud de les muntanyes Sindjar. Està datada vers el 6000 a 5500 aC.
L'establiment consta de cases rectangulars amb diverses cambres, i magatzems adossats quadrats. Degut al clima sec de la zona l'agricultura era pobre i també la ramaderia. La principal activitat era la cacera, abundant l'onagre (un ase salvatge de la zona) que aporta el 70% dels ossos, i les gaseles (20%), mentre que les cabres i ovelles domesticades només aporten el 10% de les ossamentes. Apareix ceràmica pintada o lluentada, aplicada o incisa. La van substituir les cultures d'Halaf i de Hassuna-Samarra.